# Szabad Város Egyesület
A Szabad Város Egyesület 2009 szeptemberében alakult a Szabad Demokraták Szövetsége szegedi vezetőiből és tagjaiból.

## Működése
Az egyesület alapításkor kiadott nyilatkozata három célt fogalmaz meg: „az élhető, fenntartható város megteremtését, a közösségi és környezetbarát közlekedés fejlesztését, a város megújítását, a zöldterületek növelését. Céljuk, hogy folytatódjon az a gazdaságfejlesztési folyamat amely kiteljesíti a tudásalapú gazdaságot, és új munkahelyeket hoz létre. Továbbá szeretnék megőrizni Szeged város toleráns, nyitott szellemét, befogadó gondolkodását”.

Az egyesületnek 2010-ig hat önkormányzati képviselője volt a szegedi Közgyűlésben, akik kiléptek az SZDSZ-ből, de továbbra is az MSZP-vel koalícióban működtek. A 2010-es önkormányzati választásokon az egyesület tagjai az MSZP-Összefogás Szegedért színeiben indultak, és hárman jutottak be a testületbe, ahol továbbra is önálló képviselőcsoportban dolgoznak.

## Tagok
Az egyesület elnöke Nagy Sándor (önkormányzati képviselő), az elnökség további tagjai: Dombi Gábor, Kormos Tibor (önkormányzati frakcióvezető), Kenyeres Lajos (önkormányzati képviselő), Susányi Tamás, Virág András.
Az Egyesület honlapján ismerteti várospolitikai elképzeléseit, az egyesülettel kapcsolatos híreket.

## Külső hivatkozások
- Az egyesület honlapja Archiválva 2011. július 13-i dátummal a Wayback Machine-ben
- Szeged weboldala